# 青竹町
青竹町（あおたけちょう）は、愛知県豊橋市にある地名。4つの小字がある。

## 地理
豊橋市西部に位置する。東・西・南は牟呂町、北は高洲町・富久縞町に接する。

### 河川
- 八間川

### 小字
町内に属している小字は以下の通りである。
- 青竹（あおたけ）
- 石洲（いしず）
- 八間西（はちけんにし）
- 浜道（はまみち）

### 学区
市立小・中学校に通う場合、学校等は以下の通りとなる。また、公立高等学校に通う場合の学区は以下の通りとなる。
| 番・番地等 | 小学校               | 中学校               | 高等学校 |
| ---------- | -------------------- | -------------------- | -------- |
| 全域       | 豊橋市立吉田方小学校 | 豊橋市立吉田方中学校 | 三河学区 |

## 歴史

### 地名の由来
江戸期の青竹新田により、新田の開発者である青木九郎治と大岳七右衛門からとられたという。

### 沿革
- 1770年（明和7年） - 三河国渥美郡青竹新田が成立[1]。
- 1878年（明治11年） - 青野村の一部になる[3]。
- 1932年（昭和7年）9月1日 - 牟呂吉田村大字青野の一部により、豊橋市青竹町が成立[3][4]。

## 世帯数と人口
2019年（平成31年）4月1日現在の世帯数と人口は以下の通りである。
| 町丁   | 世帯数 | 人口  |
| ------ | ------ | ----- |
| 青竹町 | 45世帯 | 125人 |

### 人口の変遷
国勢調査による人口および世帯数の推移。
| 1995年（平成7年）  | 24世帯 89人  |  |
| 2000年（平成12年） | 43世帯 238人 |  |
| 2005年（平成17年） | 43世帯 277人 |  |
| 2010年（平成22年） | 43世帯 265人 |  |
| 2015年（平成27年） | 41世帯 210人 |  |

## 学区
市立小・中学校に通う場合、学区は以下の通りとなる。また、公立高等学校に通う場合の学区は以下の通りとなる。
| 番・番地等 | 小学校               | 中学校               | 高等学校 |
| ---------- | -------------------- | -------------------- | -------- |
| 全域       | 豊橋市立吉田方小学校 | 豊橋市立吉田方中学校 | 三河学区 |

## 施設
- 豊橋市民病院
- 豊橋市立看護専門学校

## その他

### 日本郵便
- 郵便番号 : 441-8085[WEB 3]（集配局：豊橋南郵便局[WEB 14]）。

### WEB
1. ↑  “愛知県豊橋市の町丁・字一覧”.   人口統計ラボ. 2019年7月22日閲覧。
2. 1 2  “人口の推移 - 行政町別人口・世帯数”.   豊橋市 (2019年4月1日). 2019年7月22日閲覧。
3. 1 2  “青竹町の郵便番号”.  日本郵便. 2019年7月22日閲覧。
4. ↑  “市外局番の一覧”.   総務省. 2019年6月24日閲覧。
5. ↑  “愛知県豊橋市青竹町の地図”.   Yahoo!地図. 2019年7月24日閲覧。
6. ↑  豊橋市教育委員会学校教育課学事グループ (2022年4月1日). “豊橋市立小・中学校 通学区域早見表” (PDF).   豊橋市. 2023年9月20日閲覧。
7. 1 2  “平成29年度以降の愛知県公立高等学校（全日制課程）入学者選抜における通学区域並びに群及びグループ分け案について”.   愛知県教育委員会 (2015年2月16日). 2019年1月14日閲覧。
8. ↑  総務省統計局 (2014年3月28日). “平成7年国勢調査の調査結果(e-Stat) - 男女別人口及び世帯数 －町丁・字等” (CSV). 2021年7月20日閲覧。
9. ↑  総務省統計局 (2014年5月30日). “平成12年国勢調査の調査結果(e-Stat) - 男女別人口及び世帯数 －町丁・字等” (CSV). 2021年7月20日閲覧。
10. ↑  総務省統計局 (2014年6月27日). “平成17年国勢調査の調査結果(e-Stat) - 男女別人口及び世帯数 －町丁・字等” (CSV). 2021年7月21日閲覧。
11. ↑  総務省統計局 (2012年1月20日). “平成22年国勢調査の調査結果(e-Stat) - 男女別人口及び世帯数 －町丁・字等” (CSV). 2021年7月21日閲覧。
12. ↑  総務省統計局 (2017年1月27日). “平成27年国勢調査の調査結果(e-Stat) - 男女別人口及び世帯数 －町丁・字等” (CSV). 2021年7月21日閲覧。
13. ↑  “校区検索”.   豊橋市. 2019年7月22日閲覧。
14. ↑  “郵便番号簿 2018年度版” (PDF).   日本郵便. 2019年6月10日閲覧。

### 書籍
1. 1 2 3  「角川日本地名大辞典」編纂委員会 1989, p. 69.
2. 1 2  「角川日本地名大辞典」編纂委員会 1989, p. 1782.
3. 1 2  「角川日本地名大辞典」編纂委員会 1989, p. 70.
4. ↑  吉川利明 1976, p. 28.